# UFC on Fox: Holm vs. Shevchenko
O UFC on Fox: Holm vs. Shevchenko (também conhecido como UFC on Fox: 20) foi um evento de artes marciais mistas promovido pelo Ultimate Fighting Championship, ocorrido em 23 de julho de 2016 no United Center, em Chicago, Illinois .

## Background
O evento principal foi uma luta no peso-galo feminino, entre a ex-boxeadora e ex-Campeã Peso-Galo Feminino do UFC, Holly Holm, e a multicampeã mundial de Muay Thai, Valentina Shevchenko.
A luta entre os ex-desafiantes ao Cinturão Meio Pesado do UFC, Anthony Johnson e Glover Teixeira, era esperada para servir como o evento co-principal. No entanto, Johnson foi retirado em 18 de junho, devido à questões pessoais. Por sua vez, a organização retirou Teixeira do card, e o combate seguiu intacto e reagendado para quatro semanas mais tarde, no UFC 202.
Era esperado que Ryan LaFlare enfrentasse Alexander Yakovlev no evento. Porém, LaFlare foi retirado da luta no início de junho após ter sofrido uma lesão não revelada, e substituído pelo vencedor do The Ultimate Fighter: American Top Team vs. Blackzilians, Kamaru Usman.
Tony Martin iria enfrentar Michel Prazeres no evento. Todavia, Martin retirou-se em 6 de julho, devido a uma lesão no pescoço, e foi substituído pelo recém-chegado na promoção, JC Cottrell.
O combate entre George Sullivan e Héctor Urbina estava marcado, mas foi retirado do evento devido a um "potencial descumprimento de regras" com a política anti-doping do UFC, decorrentes de uma "informação divulgada voluntariamente" que ele forneceu à USADA. Urbina ainda participou da pesagem, uma vez que, caso um possível oponente tivesse sua luta cancelada, ele pudesse competir nessa determinada luta. Contudo, como isso não ocorreu, ele foi reservado para um outro card, em um futuro próximo.

## Bônus da Noite
Os lutadores receberam $50.000 de bônus
- Luta da Noite:  Jason Knight vs.  Jim Alers
- Performance da Noite:  Felice Herrig e  Eddie Wineland